# 고마운 사람
"고마운 사람"(Someone Grateful)은 한국에서 제작된 장진 감독의 2005년 드라마 영화이다. 류승룡 등이 주연으로 출연하였다.

## 출연

### 주연
- 류승룡
- 이지용

### 조연
- 공호석
- 박준서

## 기타
- 프로듀서: 김운호
- 제작실장: 오필진
- 제작부: 김지연
- 제작부: 주경석
- 제작관리: 최성현
- 촬영부: 최윤만
- 촬영부: 김재광
- 촬영부: 김동하
- 조명: 정영민
- 조명부: 김욱
- 조명부: 이선영
- 조명부: 강지현
- 조명부: 유동열
- 조명부: 유성진
- 연출부: 안태준
- 연출부: 박지형
- 스크립터: 김수미
- 조감독: 라희찬
- 동시녹음: 김탄영
- 붐오퍼레이터: 임형근
- 붐오퍼레이터: 조한기
- 미술: 김효신
- 미술팀: 엄미선
- 미술팀: 최은주
- 세트: 윤기찬
- 소품: 이신혜
- 분장-의상: 한혜숙
- 네가편집: 신지난
- 네가편집: 곽성숙
- 필름: 윤관노
- 음향부문: 박기영
- 발전차: 황선영
- 영상장비: 임영규
- 촬영버스: 김남규
- 발전차: 신휘효
- 영상장비: 문상윤
- 촬영버스: 이상호
- 급식: 송휘욱
- 급식: 명문길
- 메이킹: 황정현